# واين رادفورد (لاعب كريكت)
واين رادفورد (بالإنجليزية: Wayne Radford) (29 أغسطس 1958 - ) هو لاعب كريكت جنوب أفريقي.